# 因話錄
《因话录》是唐代人赵璘所著的笔记小说集，共计六卷，分为五部。第一卷为宮部（君），记述帝王之事。第二卷、第三卷为商部（臣），主述公卿之事。第四卷是角部（人），主要讲平民的故事。第五卷为徵部（事），多记典故。第六卷羽（物），记录不能归入上面几类的杂事。《四库全书总目》评价此书“虽体近小说，而往往足与史传相参”“在唐人说部中，犹为善本焉”。

## 因話錄目錄導引
- 卷一 宮部（君）
- 卷二 商部上（臣）
- 卷三 商部下（臣）
- 卷四 角部（人）
- 卷五 徵部（事）
- 卷六 羽部（物）

## 外部連結
- 因話錄 - 中國哲學書電子化計劃（页面存档备份，存于）